# 黌宮雙燕
《黌宮雙燕》（英語：Our Hearts Were Growing Up）是一部1946年的美國喜劇電影，由威廉·D·羅素導演，麥雲·法蘭克、諾曼·派拉馬和法蘭克·華德曼編劇，此片是1944年電影《有女懷春》的續集。影片主演有姬·羅素、丹娜·蓮、柏賴恩·當尼威、比利·迪·胡央、詹姆士·布朗以及比爾·愛德華茲等，由派拉蒙電影上映於1946年6月16日。

## 演員
- 姬·羅素（英语：Gail Russell） 飾 柯萊莉亞·歐蒂絲·史金妮（英语：Cornelia Otis Skinner）
- 丹娜·蓮（英语：Diana Lynn） 飾 艾蜜莉·金布蘿（英语：Emily Kimbrough）
- 柏賴恩·當尼威（英语：Brian Donlevy） 飾 Tony Minnetti
- 比利·迪·胡央（英语：Billy De Wolfe） 飾 Roland du Frere
- 詹姆士·布朗（英语：James Brown (actor)） 飾 Avery Moore
- 比爾·愛德華茲（英语：Bill Edwards (actor)） 飾 Tom Newhall
- 威廉·戴馬瑞斯（英语：William Demarest） 飾 Peanuts Schultz
- 莎倫·道格拉斯（英语：Sharon Douglas） 飾 Suzanne Carter
- 瑪莉·海秋（英语：Mary Hatcher） 飾 Dibs Downing
- 薩拉·海登（英语：Sara Haden） 飾 Miss Dill
- 米哈伊·籟森尼（英语：Mikhail Rasumny） 飾 Bubchenko
- 伊莎貝·蘭朶芙（英语：Isabel Randolph） 飾 Mrs. Southworth
- 法蘭克·費倫（英语：Frank Faylen） 飾 聯邦探員

## 外部連結
- 互联网电影数据库（IMDb）上《黌宮雙燕》的资料（英文）
- 香港外語電影資料網上《黌宮雙燕》的資料 （繁體中文）